# 加藤嘉一
加藤嘉一（1984年4月28日—），出生于日本静冈县伊豆半岛，知名媒体人，除母語外还会中文和英文，曾是金融时报中文网、凤凰网、《瞭望东方周刊》等传媒的专栏作家；2020年11月起成為日本樂天證券經濟研究所客席研究員。

## 生平
1984年，加藤嘉一出生在日本静冈县伊豆半岛的一个农业家庭，早年在身延町立小学校、山梨学院大学附属中学校及高等学校读书，2003年，加藤嘉一来到中国大陆，到北京大学留学。加藤嘉一自称原为长跑运动员，2003年作为留学生（曾自称是日本公派留学生，而实际情况只是普通的留学生，并非日本文部省公派留学生）到北京大学国际关系学院学习（先上预科，而后本硕连读）。
加藤嘉一还自称在北京大学朝鲜半岛研究所工作。 但北京大学只有朝鲜半岛研究中心（Peking University Centre for Korean Peninsula Studies）」，没有加藤嘉一所声称的朝鲜半岛研究所-“Research Center for Korean Peninsula Studies,Peking University。”
加藤嘉一对外宣称自己是日本“慶應義塾大学SFC研究所上席所員”,而实际情况是没有雇佣关系的访问研究员。
2012年5月5日，他在台湾媒体上称将要到哈佛大学肯尼迪学院当研究员（“Visiting” Research Fellow），而实际情况是只是8月～12月短期自费无薪在Rajawali Foundation Institute for Asia当实习生（Rajawali Fellow）
2012年8月，加藤嘉一離開他生活了九年的中國，前往美国开始新的生活。

## 思想
加藤嘉一对中国知识分子的看法是“中国的知识分子在微博上只有3件事：吵、闹、搞”。他对于中国未来抱有悲观的预测：“我对中国的未来有3个判断：没有信仰的公民，没有共识的社会，没有蓝图的改革。”
前中国铁道部部长刘志军被双规后，加藤嘉一第一时间为刘志军鸣冤，称刘志军为中国高铁之父。

## 争议

### 学历造假
加藤嘉一在腾讯网节目中提到“考上东大你已经成为赢家了，但是我主动放弃”，在凤凰网对他的采访中写有“2003年，加藤以体育特长生的身份考取了东京大学”，然而东京大学并没有特长生入学制度。加藤嘉一在日本媒体上从未提起此事。
2012年4月25日，当时负责采访加藤嘉一的《南方人物周刊》记者吴虹飞，在微博上回答网友有关问题时，表示“加藤嘉一考上东京大学”这件事情是加藤嘉一本人接受采访时亲口说的。26日，在加藤嘉一华侨大学厦门校区的演讲问答环节，被问及是否高中毕业后考上东京大学，回答北京大学是其唯一母校，他和东京大学没有关系。
2012年10月31日，《周刊文春》刊登一篇题为《揭露在中国最有名的日本人（加藤嘉一）伪造履历》的文章。记者对加藤当年就读的高中进行采访，加藤当时的高中班主任老师表示，加藤毕业那年，本校只有两名理科生考上了东京大学；加藤是文科特进班学生，并未考上东大。
另外，《周刊文春》对加藤伪造履历进行了四点总结：
1. 加藤是否是公费留学生？文章指出，加藤自称是日本的公费派遣留学生，这与有关报道相矛盾。
2. 加藤是否是北京大学朝鲜半岛研究中心研究员？文章引用中国媒体的报道对此进行了否认。
3. 加藤是否是庆应大学SFC研究所“上席研究员”？该研究所表示，加藤并非上席研究员，他是访问研究员。
4. 加藤是否曾获得日本全国柔道大会第四名？记者核对该大会的历届比赛结果，未发现加藤的名字。

。
同日，加藤嘉一的个人官方网站上随后发表了其道歉声明。 在声明中，加藤只记述了被东京大学录取并非事实，但是对周刊中记述的其他伪造简历的其他内容并没有作出解释。由於這份道歉聲明用詞含糊，一些人批評他「缺乏誠意」，同時他也沒有用中文發表相關聲明。
2012年10月31日，加藤嘉一在自己的微博上发表声明，对自己以前关于学历的不实说法向中国公众致歉，引来众多网民评论。

### 职务
加藤嘉一在日本节目中提到在北京大学任教，在中文著作《以谁为师》中写明自己在北京大学朝鲜半岛研究所工作，或在一些日本媒体以这研究所研究员的身份发表过不少言论，但北京大学并没有朝鲜半岛研究所，加藤曾经就学的国际关系学院也没有同名的研究室，加藤嘉一也没有在北大讲过课。（现在为止，他所属的察哈尔学会还将“北京大学朝鲜半岛研究所”作为他的工作单位。）
加藤嘉一在个人资料中提到自己是庆应大学SFC研究所上席研究员，但在该研究所上席研究员名单中并无加藤嘉一的名字，同一地址中“访问研究者”一栏内也没能见到加藤嘉一在列。

### 博文
加藤嘉一在日本有自己的博客，在中国也有自己的博客。在钓鱼岛问题，他的日文博客写的是“全体国民保卫钓鱼岛”，而中文博客写的却是“双方各有各的立场和说法”。回答记者问时，他说道：“我不可能主张这个岛是中国的，不可能。我跟你说，这个不是得罪，而是说，毕竟你看到了不同的体制，感受到了不同的舆论环境。你面向这里的读者，如果要让他们好好地思考，就要表达得温和中庸辩证；至少在中国，你不这样表达，人家是根本不接受的。如果你只是盲目地强调日本的立场，这种态度人家是不接受的，那你的表达还有什么意义啊。”

### 其他
此外，加藤嘉一在各种媒体采访中還不乏“曾经考上哈佛大学，但没有去”，“胡锦涛专程来北大见我”，“中日两国高层都支持和鼓励我”、“我的著作胡主席都愛看”等誇張言辞。对这些网友提出的疑问，加藤本人没有做出过回应。在2011年末，加藤的日文个人主页进行了修改，去掉了部分有争议的内容。
2012年3月，加藤嘉一被复旦大学新闻学院传播系邀请讲授“跨文化传播”课程。有人通过微博向负责人之一的复旦大学新闻学院副院长李双龙教授，以及复旦大学历史系冯玮教授举报加藤嘉一履历造假一事，建议复旦大学取消加藤嘉一的相关活动。李双龙教授对此没有回复，而冯玮教授以“李双龙教授是自己的好友”为由拒绝干涉新闻学院的活动。加藤嘉一造假之事被日本媒体揭发后不久，冯玮教授在接受《东方早报》采访时发言：“应区别对待加藤嘉一的造假和实际贡献。”
2012年6月，針對加藤嘉一關於南京大屠殺的模糊言論，甘肃农业大学取消了對他的學術交流邀請。南京大屠杀纪念馆亦發表公开声明，稱「加藤嘉一对历史不该‘不明白’」。

## 著作

### 独著
- . 中国人民大学出版社. 2011年: 224页. ISBN 9787511218094.
- . 云南人民出版社. 2011年: 221页. ISBN 9787222073036.
- . 凤凰出版社. 2012年: 246页. ISBN 9787550610545.
- . 新华出版社. 2007年.
- . 东方出版社. 2009年: 278页. ISBN 9787506035255.
- . 华文出版社. 2010年: 196页. ISBN 9787507532203.
- . 中華書局香港有限公司. 2011年 （中文（繁體））.
- . 江苏文艺出版社. 2010年: 217页. ISBN 9787539937434.
- . 明報出版社. 2011年 （中文（繁體））.
- . 大塊文化. 2011年 （中文（繁體））.
- . ダイヤモンド社. 2015年 （日语）.
- . 晶文社. 2018年 （日语）.
- . 海竜社. 2021年 （日语）.

### 合著
- 查建英. . 加藤嘉一. 牛津大學出版社. 2021年. ISBN 9789888718924 （中文（繁體））.

### 译著
- 岩崎夏海. . 加藤嘉一 译. 南海出版公司. 2011年: 223页. ISBN 9787544252096.
- 小原雅博. . 加藤嘉一 译. 中信出版社. 2009年: 161页. ISBN 9787508613581.

## 奖项
- 《新周刊》“时代骑士勋章”。[25]